# Pesantren (Pesantren)
Pesantren is een bestuurslaag in het regentschap Kediri van de provincie Oost-Java, Indonesië. Pesantren telt 5158 inwoners (volkstelling 2010).